# Halepea, Obuhiv
Halepea (în ucraineană Халеп`я) este o comună în raionul Obuhiv, regiunea Kiev, Ucraina, formată numai din satul de reședință. În secolul al XIX-lea, satul făcea parte din volostul Staikî, uezdul Kiev.

## Demografie
Componența lingvistică a comunei Halepea
     Ucraineană (96,47%)
     Rusă (3,53%)
Conform recensământului din 2001, majoritatea populației comunei Halepea era vorbitoare de ucraineană (96,47%), existând în minoritate și vorbitori de rusă (3,53%).